# Национальная конституционная ассамблея Венесуэлы (2017)

Междунарордная реакция на создание Ассамблеи:
Венесуэла Одобряют Осуждают

Национальная конституционная ассамблея Венесуэлы (исп. Asamblea Nacional Constituyente, ANC) — учредительное собрание, избранное в Венесуэле в 2017 году для выработки проекта новой конституции и существовавшее до 2020 года.
Делегаты Ассамблеи были избраны в ходе выборов, состоявшихся в 2017 году. Все делегаты Ассамблеи являются членами Патриотического центра — альянса партий и движений, поддерживающих президента Мадуро. Оппозиция участвовать в выборах Ассамблеи отказалась. Как выборы, так и решения Ассамблеи вызвали резкую критику как внутри страны, так и со стороны международного сообщества ().
После парламентских выборов 2020 года, на которых правящая Единая социалистическая партия Венесуэлы одержала победу (в условиях бойкота выборов со стороны почти всей оппозиции) и восстановила большинство в Национальной ассамблее, 18 декабря 2020 года была распущена, не выполнив своей главной задачи.

## Действия
Отставка прокурора
На первом заседании Ассамблея уволила Луису Ортегу Диас с поста генерального прокурора. Новым прокурором был назначен Тарек Сааб — лидер движения за Пятую республику.
Конфликт с парламентом
19 августа 2017 Ассамблея единогласно проголосовала за принятие на себя полномочий парламента. Парламент, большинство в котором принадлежит оппозиции, решительно отверг это решение. Парламент заявил, что ни граждане Венесуэлы, ни международное сообщество не признаю́т полномочий Ассамблеи. Глава Организации американских государств Луис Альмагро назвал действия Ассамблеи «незаконным роспуском избранного парламента».
Суд над оппозицией
29 сентября 2017 года Ассамблея проголосовала за начало суда над лидерами оппозиции по обвинению в государственной измене. Собрание заявило, что под суд пойдут те, кто поддержал экономические санкции со стороны США. Конкретные имена названы не были. Расследование поручено вести генеральному прокурору, назначенному вместо уволенной Собранием Луизы Ортеги.

## Критика

### Внутренняя
- Спикер парламента Хулио Борхес обвинил Ассамблею в попытке государственного переворота; председатель Ассамблеи Делси Родригес, в свою очередь, обвинила Борхеса во лжи[3].

### Внешняя
- США заморозили личные активы Мадуро и запретили ему въезд в страну[5]. 11 августа 2017 года президент США Дональд Трамп заявил, что не исключает военной реакции со стороны США для урегулирования политического кризиса в Венесуэле[6].
- Бразилия, Аргентина, Чили, Колумбия, Коста-Рика, Мексика, Панама, Парагвай и Перу предупредили Мадуро, что Венесуэла станет страной-изгоем, если он не откажется от своих планов[5].
- Страны регионального блока Mercosur приостановили членство Венесуэлы до тех пор, пока конституционное собрание не будет распущено и все политические заключённые не выйдут на свободу[7].
- С осуждением выборов в Ассамблею выступили также Канада, Швейцария и все страны Евросоюза[8].